# Windows Media Services
Windows Media Services (WMS) est un streaming media server de Microsoft qui permet la diffusion de flux (audio/vidéo).  Les formats Windows Media, JPEG, et MP3 sont supportés. WMS est la suite de NetShow Services.
En plus de sa capacité à diffuser, WMS peut aussi cacher et enregistrer les flux, gérer l'authentification, imposer des limites de connexions, utiliser de multiples protocoles de communication, générer des statistiques et appliquer la gestion des erreurs de connexion (FEC).  Il peut supporter un grand nombre simultané de connexions.
Windows media service 9.5 (version actuelle) n'est pas inclus par défaut dans Windows Server 2008 mais peut- être téléchargé gratuitement.

## Versions
- NetShow Server 3.0 (Windows NT 4.0)[3]
- NetShow Services 4.0 (Windows NT 4.0 SP3 ou plus)[4]
- Windows Media Services 4.1 (Inclus dans Windows 2000 Server et téléchargeable pour les versions précédentes de Windows) [5]
- Windows Media Services 9 Series (Inclus dans Windows Server 2003, fonctionne avec IIS 6)
- Windows Media Services 2008 (Téléchargeable pour Windows Server 2008, fonctionne avec IIS 7)

## Voir également
- Microsoft Media Server
- Windows Media Encoder
- Windows Media Player
- Microsoft Silverlight